# Iwkowa (gmina)
Iwkowa – gmina wiejska w województwie małopolskim, w powiecie brzeskim. W latach 1975–1998 gmina położona była w województwie tarnowskim.
Siedzibą gminy jest Iwkowa.
Według danych z 31 grudnia 2017 roku gminę zamieszkiwało 6415 osób.

## Struktura powierzchni
Według danych z roku 2002 gmina Iwkowa ma obszar 47,19 km², w tym:
- użytki rolne: 65%
- użytki leśne: 27%

Gmina stanowi 8% powierzchni powiatu.

## Demografia

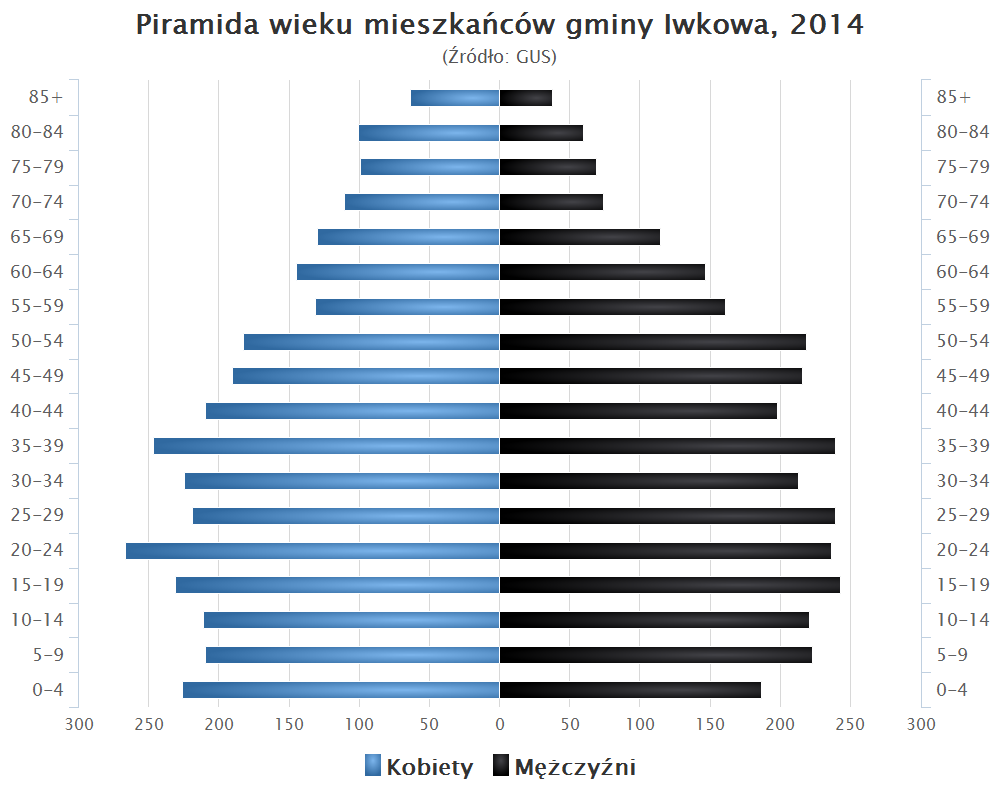
Piramida wieku mieszkańców gminy Iwkowa w 2014 roku

Dane z 30 czerwca 2009:
| Opis                              | Ogółem | Ogółem | Kobiety | Kobiety | Mężczyźni | Mężczyźni |
| --------------------------------- | ------ | ------ | ------- | ------- | --------- | --------- |
| jednostka                         | osób   | %      | osób    | %       | osób      | %         |
| populacja                         | 6239   | 100    | 3158    | 50,6    | 3081      | 49,4      |
| gęstość zaludnienia (mieszk./km²) | 132,2  | 132,2  | 66,9    | 66,9    | 65,3      | 65,3      |

## Położenie geograficzne
Gmina Iwkowa położona jest w południowej części powiatu brzeskiego, na krańcach
Pogórza Karpackiego. Leży w kotlinie wzdłuż rzeki Bela i Białka, otoczone pasmem górskim (najwyższe wzniesienie Szpilówka 516 m n.p.m.)

## Gospodarka
Gmina ma charakter typowo rolniczy. Działalność gospodarczą prowadzi ok. 200 prywatnych firm. Są to: stacja benzynowa, tartak, gospodarstwa specjalistyczne, kawiarnie, młyn, masarnie, zakłady mechaniki pojazdowej, sklepy i in. Dzięki malowniczemu położeniu, praktycznie nieskażonemu środowisku naturalnemu, urozmaiconemu ukształtowaniu terenu oraz dogodnym połączeniom komunikacyjnym z Krakowem, Tarnowem, Bochnią, Brzeskiem posiada doskonałe warunki do turystyki i rekreacji.
Warunki glebowe i klimatyczne panujące na terenie gminy Iwkowa sprzyjają sadzeniu i wzrostowi drzew owocowych (tradycje sadownicze okolic sięgają XVI wieku). Charakterystyczne dla tej gminy są susorki iwkowskie, regionalna odmiana suszu owocowego śliwy domowej, jabłoni i gruszy, cięta w plastry. 

## Infrastruktura
Gmina jest w pełni zgazyfikowana, posiada sieć telefoniczną podłączoną do centrali automatycznej. Zapotrzebowanie w wodę przez prywatne ujęcia wody i spółki wodociągowe.

## Kultura, oświata i sport
Na terenie gminy działa 5 publicznych szkół podstawowych, 2 publiczne gimnazja w Iwkowej i Wojakowej oraz 2 przedszkola. Bogaty księgozbiór w Bibliotece Publicznej w Iwkowej oraz jej filii w Wojakowej sprzyja rozwojowi czytelnictwa, zaś Gminny Ośrodek Kultury skupia w zespołach i kółkach uzdolnioną młodzież. Sukcesami cieszy się Zespół Pieśni i Tańca "Iwkowianie", corocznie wyjeżdżający w ramach współpracy kulturalnej na Węgry, Serbię, do Niemiec. Stałe imprezy kulturalne to: Powitanie Lata, Jarmark Kulturalno-Sportowy, Święto Suszonej Śliwki. Oznakowane trasy turystyczne do Czchowa przez Machulec, starym traktem węgierskim, do rezerwatu "Kamienie Brodzińskiego" w Rajbrocie, zachęcają do uprawiania turystyki pieszej. Gmina leży na Śliwkowym Szlaku.

## Atrakcje turystyczne
- Muzeum parafialne im. Ks. Jana Piechoty w Iwkowej[7]
- Kościół Nawiedzenia NMP w Iwkowej, drewniany konstrukcji zrębowej z XV w., we wnętrzu polichromia z XVII w.
- Kapliczka Św. Urbana w Iwkowej,
- Kościół parafialny pw. NMP w Wojakowej,
- Źródełko Powstańców w Iwkowej,
- Kościół parafialny pw. Podwyższenia Krzyża w Iwkowej[8],
- Droga Krzyżowa i Krzyż Jubileuszowy w Połomie Małym wraz z traktem procesyjno–spacerowym,
- Figura św. Floriana wraz z ruinami spichlerza przy dworku w Kątach,
- Kapliczki i przydrożne krzyże.

## Władze gminy
- Wójt – mgr Bogusław Kamiński, sekretarz – mgr Barbara Wiśniewska-Kęder, skarbnik – mgr Irena Jakubik
- Radni: Przewodniczący Rady Gminy – Tomasz Koprowski, Zastępca Przewodniczącego – Andrzej Nowak; Franciszek Bodek, Iwona Czyżycka-Duda, Marian Drobiszewski, Kazimierz Dzięgiel, Grzegorz Karwala, Mirosław Karwala, Krzysztof Klimek, Tomasz Koprowski,Dorota Kwaśna, Jacek Motak, Adam Pajor, Maria Stanuch, Bolesław Płaneta, Renata Uryga, Wojciech Włudyka.

## Sołectwa
Dobrociesz, Drużków Pusty, Iwkowa, Kąty, Połom Mały, Porąbka Iwkowska, Wojakowa.

## Sąsiednie gminy
Czchów, Laskowa, Lipnica Murowana, Łososina Dolna